# 페이살 물리치
페이살 물리치(세르비아어: Фејсал Мулић / Fejsal Mulić, 1994년 10월 3일 ~ )는 세르비아의 축구 선수로 현재 대한민국 K리그1의 수원 삼성 블루윙즈에서 공격수로 활동 중이며 K리그 등록명은 뮬리치다.